# 艾兴比尔
艾兴比尔是德国巴伐利亚州的一个市镇。总面积31.23平方公里，总人口2602人，其中男性1295人，女性1307人（2011年12月31日），人口密度83人/平方公里。